# Keine ist wie du
Keine ist wie du ist ein Lied des deutschen Popsängers Gregor Meyle aus dem Jahr 2012. Bekanntheit erlangte das Lied auch in der Coverversion Keiner ist wie du von der deutschen Popsängerin Sarah Connor im Jahr 2014.

## Entstehung und Veröffentlichung
Das Lied wurde vom Interpreten selbst getextet und komponiert. Für die Produktion zeichnete Christian Lohr verantwortlich.
Die Erstveröffentlichung von Keine ist wie du erfolgte als Teil von Meile für Meyle am 27. April 2012 im Selbstverlag bei Meylemusic (Katalognummer: 27008), dem dritten Studioalbum vom Meyle. Im Zuge des Fernsehformats Meylensteine nahm er das Lied im Duett mit Sarah Connor auf, dieses erschien am 12. Juni 2015 auf dem gleichnamigen Soundtrack zur Sendung (Katalognummer: 27016). Das Duett erschien am 12. Juni 2019 als Single.

## Inhalt
Der Liedtext handelt von der unvergleichlichen Bedeutung einer bestimmten Person im Leben des Interpreten, so gesteht er sich im Laufe der Strophen ein, dass diese eine Person ersetzen könne und dass er immer noch an sie denke. Auch stellt er sich die Frage, was aus ihrer Beziehung geworden wäre, wenn sie nicht auseinandergegangen wären.

## Rezensionen
Amelie Köppl von laut.de vergab drei von fünf Punkte für das Album Meile für Meyle. Sie ist der Meinung, dass kein anderer Titel wie Keine ist wie du so mitten ins Herz eines jeden Romantikers treffe. Mit Textzeilen wie „Nach all den Jahren verfolgst du mich im Traum“ oder auch „Ich will immer noch nicht, dass du gehst“ versprühe der letzte Albumtitel eine eindrucksvolle Wehmut, die von der Musik an die Hand genommen werde, um nicht ganz den Halt zu verlieren.

## Chartplatzierungen
Die Soloversion von Keine ist wie du avancierte zum einzigen Top-10-Hit für Meyle in Deutschland, Österreich und der Schweiz.
In den deutschen Singlecharts musste es sich lediglich All About That Bass von Meghan Trainor geschlagen geben. Die Single platzierte sich eine Woche in den Top 10 und mit Unterbrechungen zehn Wochen in den Top 100, zuletzt am 12. Juni 2015. Obwohl es das Lied nicht auf Rang eins schaffte, war es trotzdem für eine Woche das erfolgreichste deutschsprachige Lied in den Charts.
| ChartsChartplatzierungen | Höchstplatzierung | Wochen |
| ------------------------ | ----------------- | ------ |
| Deutschland (GfK)        | 2 (10 Wo.)        | 10     |
| Österreich (Ö3)          | 3 (11 Wo.)        | 11     |
| Schweiz (IFPI)           | 5 (3 Wo.)         | 3      |

| ChartsChartplatzierungen | Höchstplatzierung | Wochen |
| ------------------------ | ----------------- | ------ |
| Deutschland (GfK)        | 94 (1 Wo.)        | 1      |
| Österreich (Ö3)          | 71 (1 Wo.)        | 1      |

## Coverversionen

### Sarah Connor
Sarah Connor nahm zu Keine ist wie du eine Coverversion mit dem Titel Keiner ist wie du auf. Die Aufnahme hierzu erfolgte im Rahmen der Musiksendung Sing meinen Song – Das Tauschkonzert. Am 16. Mai 2014 erschien es auf dem dazugehörigen TV-Sampler (Katalognummer: XN-Tertainment 14441). Als sogenannter „Song des Abend“ erschien das Lied am 27. Mai 2014 als Promo-Single. Obwohl der Inhalt des Liedes von der ursprünglichen femininen („Keine“) in eine maskuline Fassung („Keiner“) abgeändert wurde, wird Meyle weiterhin als alleiniger Urheber aufgeführt.
| ChartsChartplatzierungen | Höchstplatzierung | Wochen |
| ------------------------ | ----------------- | ------ |
| Deutschland (GfK)        | 12 (6 Wo.)        | 6      |
| Österreich (Ö3)          | 9 (5 Wo.)         | 5      |
| Schweiz (IFPI)           | 22 (3 Wo.)        | 3      |

### Weitere Coverversionen
- 2016: Joel Brandenstein feat. Chrisoula Botsika (Album: Wie alles begann)[12]